# 검은콧수염박쥐
검은콧수염박쥐(Pteronotus quadridens)는 유령얼굴박쥐과에 속하는 박쥐의 일종이다. 쿠바와 도미니카 공화국, 아이티, 자메이카 그리고 푸에르토리코에서 발견된다.

## 특징
검은콧수염박쥐는 벌거숭이등박쥐속(Pteronotus)에 속하는 가장 작은 종이다. 검은콧수염박쥐의 털 색은 박쥐 둥지의 고농도 암모니아로 인해 털 색이 변색이 되기 때문에 나이를 구분하는 지표가 될 수 있다. 결과적으로 회색빛 갈색부터 누르스르마 갈색까지 다양한 색을 띠며, 개체에 따라서는 오렌지-갈색을 띠기도 한다. 날개와 꼬리의 막을 제외하고 몸 대부분이 털로 덮여 있다. 하악골 길이는 8.0~9.1mm이고, 전완장(forearm)은 41mm 이하이다. 콧구멍 위의 가장자리는 갈라지고 약간 볼록하다.